# Василь
Васи́ль,  Васи́лько (дав.-гр. Βασίλειος «царський» βασιλεύς — «цар») — чоловіче ім'я. Має грецьке коріння. З'явилося за часів перських війн та на початку мало значення «перський цар, князь». Поширене серед українських чоловіків, а також у чоловіків інших народів. Найважливішими святами для всіх на ім'я Василь в народі вважається день Василя Великого (зимовий Василь) — 1 січня і день Василя літнього — 28 липня.
Похідними від чоловічого імені Василь є жіночі особові імена Василина та Василиса.

## Написання імені Василь різними мовами
- болг. Васил,
- рос. Василий,
- серб. Василије,
- укр. Василь,
- біл. Васіль, Базыль,
- англ.  Basil ,
- ісп. і італ. Basilio,
- лат.  Basilius ,
- пол.  Bazyli ,
- угор. László,
- рум.  Vasile,
- грец. Βασίλης,
- груз. ვასილ,
- вірм. Վասիլի,
- івр. וסילי,
- кит.: 瓦西里,
- яп. ヴァシーリー,
- кор. 바실리,

## Походження
Загалом не відоме точне походження грецького слова, а всі дослідження, які проводили, не дали жодного успіху. Запозичення імені відбулося через церковнослов'янську мову з грецької. Дослівно перекладається з грецької як цар.

### Василько
- Василько Романович (1203—1269) — князь белзький (1207—1211), берестейський (1208—1210,1219—1228), перемильський (1209—1219), пересопницький (1225—1229), луцький (1229—1238) і волинський (1238—1269), молодший син галицько-волинського князя Романа Мстиславича від його другої дружини Анни-Єфросинії, брат Данила Галицького.

### Василій
- Василій I Македонянин (836/830/835—886) — візантійський імператор з 867 року, засновник Македонської династії.

## Цікаві факти
- Князь Володимир Великий у 988 році при хрещенні взяв собі ім'я Василь[2].

## Відомі носії імені
- Василій I Македонянин — візантійський імператор із 867 по 886 роки. Засновник Македонської династії.
- Василій Великий (329—379) — християнський святий.
- Костянтин Василь Острозький (1526—1608) — український князь, військовий, політичний, культурний та релігійний діяч, магнат, меценат. Син князя Костянтина Острозького.
- Василь Микифорович Золотаренко (? — 1663) — ніжинський полковник, сподвижник та зять Богдана Хмельницького.
- Василь Васильович Пилип'юк (1950—2017) — український фотохудожник.
- Василь Іванович Чарниш (1759—1822) — український дворянин.
- Василь Андрійович Бандера (1915—1942) — учасник українських національно-визвольних змагань, член ОУН. Молодший брат провідника ОУН Степана Бандери.
- Василь Барка (справжнє ім'я Василь Костянтинович Очерет; 1908—2003) — український письменник та перекладач.
- Василь Панасович Гоголь-Яновський (1777—1825) — український та російський письменник, поет і драматург. Батько письменника та драматурга Миколи Гоголя.
- Василь Семенович Стефаник (1871—1936) — український письменник, громадський діяч, політик.
- Василь Григорович Кричевський (1873—1952) — український художник, архітектор, графік.
- Василь Олександрович Барвінський (1888—1963) — український композитор, піаніст, музичний критик, педагог, диригент, організатор музичного життя.
- Василь Степанович Міліянчук (1905—1958) — український фізик-теоретик, доктор фізико-математичних наук, професор Львівського державного університету імені Івана Франка. Дійсний член Наукового товариства імені Шевченка.
- Василь Володимирович Вовкун (нар. 1957) — український режисер, сценарист, культуролог. Міністр культури і туризму України з 18 грудня 2007 року по 11 березня 2010 року. Генеральний директор-художній керівник Львівського національного академічного театру опери та балету імені Соломії Крушельницької.
- Василь Павлович Козаченко (1913—1995) — український письменник-прозаїк.
- Василь Хомин (псевдо "Борис", "Донцов", "Єфрем"; 1922—1944) — воїн УПА, лицар Бронзового хреста заслуги УПА.
- Василь Федорович Симиренко (1835—1915) — український промисловець, меценат української культури, видавець.
- Василь Степанович Литвин (1941—2017) — український кобзар.
- Василь Юхимович Дараган (1735—?) — старший син київського полковника Юхима Федоровича Дарагана та Віри Григорівни Розумовської, племінник дніпровського малоземельного козака Олексія Григоровича Розумовського та останнього гетьмана України Кирила Григоровича Розумовського.
- Василь Семенович Ставницький (?—1730) — український друкар, син друкаря та літератора Семена Ставницького.
- Василь Юрійович Шкрібляк (1856—1928) — український різьбяр по дереву.
- Василь Іванович Вернадський (1769—1838) — військовий лікар. Батько Івана Вернадського, дід Володимира Вернадського, прадід Георгія Вернадського.
- Василь (неаполітанський дука)
- Василь Йосипович Джугашвілі (1921—1962) — радянський військовий діяч, генерал-лейтенант авіації (1947). Син Йосипа Віссаріоновича Сталіна та Надії Сергіївни Аллілуєвої. Батько російського театрального режисера Олександра Бурдонського.
- Василій II Болгаробійця — візантійський імператор (976—1025) з Македонської династії.
- Василь (Липківський) (1864—1937) — український релігійний діяч, митрополит Київський і всієї України УАПЦ.
- Василь Процевич (1673—1726) — руський греко-католицький священик.
- Василь Ілліч Касіян (1896—1976) — український радянський художник.
- Василь Еллан-Блакитний (справжнє ім'я Василь Михайлович Елланський; 1894—1925) — український письменник та громадський діяч.
- Василь Андрійович Симоненко (1935—1963) — український поет-шістдесятник.
- Василь Семенович Стус (1938—1985) — український поет-шістдесятник, дисидент і політв'язень часів СРСР.
- Василь Васильович Овсієнко (1949—2023) — український дисидент і політв'язень часів СРСР.
- Василь Семенович Лісовий (1937—2012) — український філософ, громадський діяч, дисидент, політв'язень. Чоловік Віри Павлівни Лісової, батько Оксена Лісового.
- Василь Семенович Мова (справжнє прізвище Лиманський; 1842—1891) — український (кубанський) письменник, поет, драматург, прозаїк, мемуарист, перекладач.
- Василь Степанович Кучер (1911—1967) — український радянський письменник.
- Василь Степанович Кук (псевдо Василь Коваль, Юрко Леміш, Ле, Медвідь; 1913—2007) — український військовий діяч. Головний Командир УПА з 5 березня 1950 року по 23 травня 1954 року (після загибелі Романа Шухевича).
- Василь Васильович Порик (1920—1944) — учасник Руху Опору у Франції в роки Другої світової війни.
- Василь Григорович Большак (1922—1988) — український радянський письменник.
- Василь Павлович Козаченко (1913—1995) — український письменник.
- Василь Павлович Сичевський (1923—2013) — радянський та український письменник, поет, режисер та драматург.
- Василь Іванович Голобородько (нар. 1945) — український поет.
- Василь Дмитрович Герасим'юк (нар. 1956) — український поет.
- Василь Павлович Одрехівський (1921—1996) — український скульптор. Чоловік співачки Марії Яківни Байко, батько скульптора Володимира Одрехівського та різьбяра по дереву Романа Одрехівського.
- Василь Степанович Турецький (1923—2000) — український скульптор, живописець, графік та театральний художник. Заслужений художник УРСР. Заслужений працівник культури УРСР.
- Василь Михайлович Левкович (псевдо Вороний; 1920—2012) — український військовий діяч, полковник УПА. Довголітній політв'язень (провів 25 років у радянських таборах).
- Василь Дмитрович Сидор (псевдо Шелест, Конрад, Кравс, Зов, Лісовик, Ростислав Вишитий; 1910—1949) — полковник УПА.
- Василь Іванович Шпіцер (1947—2020) — український політик. Міський голова Львова з квітня 1990 року по червень 1994 року.
- Василь Степанович Куйбіда (нар. 1958) — український політик, громадський діяч, науковець. Міський голова Львова з червня 1994 року по квітень 2002 року. Міністр регіонального розвитку та будівництва України з 18 грудня 2007 року по 11 березня 2010 року. Народний депутат України V та VI скликань.
- Василь Петрович Откович (1950—2017) — радянський та український мистецтвознавець. Молодший брат художника-аквареліста Мирослава Отковича (1947—2021).
- Василь Михайлович Косів (нар. 1973) — український графік, науковець, організатор освіти, доктор мистецтвознавства (2019). Син дисидента часів СРСР Михайла Васильовича Косіва.
- Василь Іванович Качмар (нар. 1963) — український художник декоративного оброблення металу та ювелірного мистецтва. Син художниці-керамістки Марії Федорівни Савки-Качмар.
- Василь Васильович Капніст (1758—1823) — український поет.
- Василь Васильович Байдак (нар. 1991) — український гуморист і волонтер.
- Василь Іванович Зінкевич (нар. 1945) — український естрадний співак. Народний артист УРСР (1986).
- Василь Захарович Бородай (1917—2010) — український скульптор і педагог.
- Василь Якович Третяк (1926—1989) — український радянський співак (драматичний тенор). Народний артист СРСР (1980). Народний артист Української РСР (1967).
- Василь Ярославович Сліпак (1974—2016) — український оперний співак, волонтер, учасник Революції гідності та бойових дій на сході України. Позивний ''Міф''. Загинув у бою від кулі снайпера.
- Василь Ярославович Вірастюк (нар. 1974) — український силач, володар титулу ''Найсильніша людина світу-2004''.
- Василь Анатолійович Ломаченко (нар. 1988) — український боксер.
- Василь Михайлович Іванчук (нар. 1969) — радянський та український шахіст.
- Василь Аркадійович Євсєєв (1962—2010) — радянський та український футболіст, згодом — футбольний тренер. Батько українського футболіста Євгена Євсєєва.
- Василь Назарович Бубка (нар. 1960) — український стрибун із жердиною. Старший брат стрибуна з жердиною Сергія Назаровича Бубки, дядько тенісиста Сергія Сергійовича Бубки, онук племінниці митрополита Іларіона (Огієнка).
- Василь Васильович Попадюк (нар. 1966) — український скрипаль.
- Василь Іванович Фольварочний (1941—2022) — український поет, прозаїк та драматург.
- Василь Миколайович Шкляр (нар. 1951) — український письменник та громадський діяч.
- Василь Олександрович Сухомлинський (1918—1970) — радянський український педагог-новатор, публіцист, письменник, поет.
- Василь Тимофійович Скуратівський (1939—2005) — український народознавець, письменник, видавець. Одним із перших у новітній історії України видав народознавчу книгу ''Берегиня''.
- Василь Якович Чебаник (1933—2025) — український художник-графік.
- Василь Андрійович Чорношкур (1946—2025) — український актор, народний артист України, диктор на Українському радіо.
- Василь Васильович Цвіркунов (1917—2000) — український кінознавець. Другий чоловік Ліни Костенко.
- Василь Васильович Тарновський-старший (1810—1866) — український етнограф, історик права, громадський діяч. Батько мецената Василя Тарновського-молодшого.
- Василь Васильович Тарновський-молодший (1838—1899) — український громадський та культурний діяч, аматор української старовини, меценат. Син етнографа Василя Васильовича Тарновського-старшого.
- Василь Іванович Немирович-Данченко (1844—1936) — російський письменник, мандрівник та журналіст україно-вірменського походження. Старший брат актриси київського театру ''Соловцов'' Варвари Немирович-Данченко та театрального режисера Володимира Немировича-Данченка.
- Василь Васильович Онопенко (нар. 1949) — український політик та правник.
- Василь Тимофійович Маляренко (нар. 1941) — український політик та правник.
- Василь Петрович Цушко (нар. 1963) — український політик.
- Василь Сергійович Грицак (нар. 1967) — український військовий, генерал армії України, герой України (2019), чотирнадцятий голова Служби безпеки України з 2 липня 2015 року по 3 червня 2019 року.
- Василь Васильович Малюк (нар. 1983) — український державний та військовий діяч. Голова Служби безпеки України з 7 лютого 2023 року. Член Ради національної безпеки та оборони України з 4 серпня 2022 року.
- Василь Олексійович Небензя (нар. 1962) — російський дипломат. Фігурант бази даних ''Миротворець'' за незаконне відвідування окупованого Криму, участь у пропагандистських заходах, спроби легалізації окупації півострова та постійні заперечення російської агресії проти України.
- Василь Макарович Шукшин (1929—1974) — радянський письменник, кінорежисер, актор. Заслужений діяч мистецтв РРФСР (1969). Лауреат Ленінської премії (1976, посмертно), Державної премії СРСР (1971) та Державної премії РРФСР імені братів Васильєвих (1967). Член КПРС із 1955 року.
- Василь Володимирович Биков (1924—2003) — радянський та білоруський письменник, учасник німецько-радянської війни.
- Василь Васильович Ульріх (1889—1951) — радянський державний та військовий діяч. Другий голова Військової колегії Верховного Суду СРСР (1926—1948).
- Василь Пилипович Маргелов (1908—1990) — радянський воєначальник, генерал армії (25.10.1967).
- Василь Костянтинович Блюхер (1890—1938) — радянський військовий діяч. Маршал Радянського Союзу (20.11.1935). Репресований.
- Василь Іванович Чуйков (1900—1982) — радянський воєнчальник, Маршал Радянського Союзу (1955).
- Василь Іванович Петров (1917—2014) — радянський воєначальник. Маршал Радянського Союзу (25.03.1983).
- Василь Степанович Петров (1922—2003) — радянський та український воєначальник. Двічі Герой Радянського Союзу.
- Василь Іванович Кузнецов (1894—1964) — радянський воєначальник, генерал-полковник (1943), Герой Радянського Союзу (29 травня 1945).
- Василь Олександрович Стародубцев (1931—2011) — радянський та російський політик.
- Василь Васильович Кузнецов (1901—1990) — радянський політичний та державний діяч, дипломат.
- Василь Васильович Решетников (1919—2023) — радянський військовий льотчик та воєначальник, учасник німецько-радянської війни, генерал-полковник авіації. Племінник художника Федора Павловича Решетникова.
- Василь Васильович Голіцин (1643—1714) — московитський державний діяч, боярин, князь, воєвода, міністр московської царівни Софії Олексіївни.
- Василь Микитович Татищев (1686—1750) — російський історик та державний діяч, автор першої капітальної праці з російської історії — ''Історії Російської''. Засновник Ставрополя-на-Волзі (нині Тольятті), Єкатеринбурга та Пермі.
- Василь Кирилович Тредіаковський (1703—1769) — російський поет, перекладач та філолог.
- Василь Іванович Суриков (1848—1916) — російський художник.
- Василь Григорович Перов (1834—1882) — російський художник.
- Василь Васильович Верещагін (1842—1904) — російський художник-баталіст.
- Василь Йосипович Ключевський (1841—1911) — російський історик.
- Василь Павлович Аксьонов (1932—2009) — радянський, американський та російський письменник, сценарист, кінодраматург.
- Василь Андрійович Жуковський (1783—1852) — російський поет, перекладач та літературний критик.
- Василь Андрійович Тропінін (1776—1857) — російський художник-портретист, до 1823 року — кріпак.
- Василь В'ячеславович Уткін (1972—2024) — російський спортивний журналіст і телекоментатор, теле-та радіоведучий, блогер, шоумен та актор.
- Василь Васильович Ванін (1896—1951) — радянський актор театру та кіно, театральний режисер та педагог. Лауреат трьох Сталінських премій другого ступеня. Народний артист СРСР (1949). Чоловік актриси Ольги Артурівни Вікландт.
- Василь Васильович Меркур'єв (1904—1978) — радянський актор театру та кіно, театральний режисер та педагог. Народний артист СРСР (1960). Зять театрального режисера Всеволода Емільовича Меєргольда, чоловік актриси Ірини Всеволодівни Меєргольд, батько актора Петра Меркур'єва, дядько актора Євгена Петровича Меркур'єва.
- Василь Борисович Ліванов (нар. 1935) — радянський та російський актор театру та кіно. Заслужений артист РРФСР (1981). Син актора Бориса Миколайовича Ліванова.
- Василь Семенович Лановий (1934—2021) — радянський та російський актор театру та кіно українського походження. Народний артист СРСР (1985).